# Прем'єр Палас
Прем'єр Палас або «Premier Palace Hotel» — п'ятизірковий готель у центрі Києва, на бульварі Шевченка, 5—7/29. Готель розташовано за 100 метрів від Хрещатика, з його вікон видно Володимирський і Михайлівський собори, церкву Святої Софії.
За даними українських правоохоронців, мережею, куди входить готель, володіють громадяни РФ Олександр Бабаков, Євгеній Гінер та Михайло Воєводін.
Готель входить до мережі готелів Premier, що налічує 12 готелів (3—5 зірок) в Україні та готель Premier в Угорщині (Мішкольц).

## Історія
Будівництво почалося 1909 року, вперше готель під назвою «Palast-Hotel» відкрили 1912 року, на той час у готелі було 150 номерів. Гості могли замовити карету, а реаторан вміщав до 1000 відвідувачів. Споруда була багато в чому унікальною: в готелі діяло центральне опалення, водопостачання, працював телефонний зв'язок і електрика. Будівництвом керував відомий будівельний підрядник Лев Гінзбург. Архітекторами були Адольф Мінкус та Федір Троупянський. Готель складається з двох будівель.

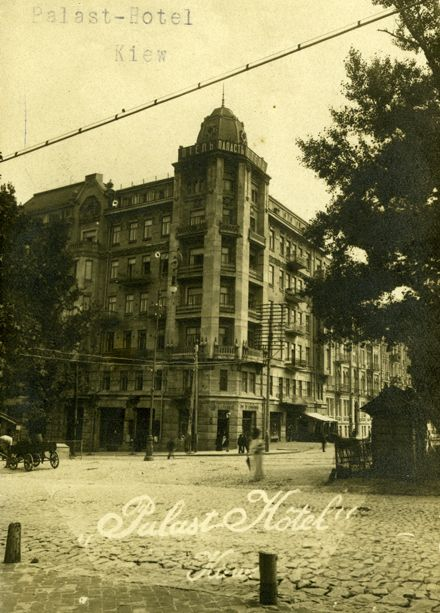
Готель 1918 року

У різні роки в готелі працювала резиденція посла Туреччини та консульство Німеччини. 1918 року будівлю готелю було пошкоджено внаслідок обстрілу Києва російською артилерією, того ж року в готелі гетьман Павло Скоропадський ховався в одному з номерів і підписав документ про відречення від влади. Перед другою світовою війною готель перейменували на «Палас», згодом він називався «Україна». Сучасну назву — «Прем'єр Палац Готель» — готель отримав 2001 року.
Після окупації Києва більшовиками, готель лишався найбільшим у місті. Готель повторно було пошкоджено під час Другої світової у 1943 році.
1949 року готель реконструювали, тоді колишню будівлю готелю з'єднали з іншою будівлею на розі з бульваром Шевченка, що колись належав до Гінзбурга. Площа готелю сягнула 3000 м2.
1951 року директором готелю став Сергій Філімонович Цапенко, 1953 року готель отримав назву «Україна».
Протягом 1959—1981 років готелем керував колишній військовий пілот і ветеран Другої світової Ілля Михайленко. 1999 року відбулася ще одна реконструкція.
2001 року готель отримав статус п'ятизіркового.
За підсумками 2022 року готель отримав 15,7 млн грн чистого збитку.

## Розслідування

### Російські власники
За даними українських правоохоронців, мережею Premier, куди входить готель, володіють громадяни РФ Олександр Бабаков, Євгеній Гінер та Михайло Воєводін з групи VS Energy. У грудні 2022 року суд заарештував «Прем'єр Палац» та інші готелі російської «лужниківської» групи. Справжнім власником вважається Георгій Папазкі, партнер болгарського олігарха Васила Божкова і віцепрезидент спортивної асоціації єдиноборств Росії, який перебуває під санкціями США.
Власник «ГПП Прем'єр-Палац» Георгій Папазкі і пов'язаний з ним бізнесмен Міхайло Севдієв у 2024—2025 роках зареєстрували в готелі дві фірми, що мали діяти як казино. Обидва мають спільний бізнес у Болгарії — компанію Pate Play Ltd., що спеціалізується на розробці грального програмного забезпечення.

## В готелі

### Номери
З роками номери готелю оформили в тематичному стилі на кшталт номера «Роксолана» в східному стилі або «Гетьман» у стилі українського бароко. Також у готелі є номери на честь відомих гостей: «Володимир Висоцький», «Любов Орлова», «Олександр Вертинський».

### Казино
У жовтні 2011 року міліція виявила в готелі нелегальне казино. У ньому працювало 8 столів для покеру і три для рулетки. 7 листопада суд оштрафував готель на 6,9 млн грн.
У червні 2025 року в готелі зареєстрували нове казино, що не мало ліцензії.

### Гості
У готелі зупинялися Володимир Висоцький, Володимир Маяковський, Любов Орлова, Жан Рено, Софі Лорен, Брайан Адамс. Після повномасштабного вторгнення готель став прихистком бізнесмена Леоніда Ашкеназі, дотичного до т. зв. «Лужніковського» організованого злочинного угруповання, віцепрезидент ФК «Динамо» і співвласник телеканалу «1+1».

### Ресторани
- Ресторан Terracotta, де, зокрема, подається сніданок по типу шведського столу. З вікон реаторану видно тополину алею на бульварі Шевченка і Бессарабську площу, старе місто, собор Архангела Михайла і Святої Софії.
- Японський ресторан Ikigai має літню терасу, основний зал і три vip-кімнати.
- BAR 1909 має антураж початку ХХ століття.
- Літній ресторан Atmosfera на даху готелю[5].